# Yeah Ghost
Yeah Ghost é o quarto álbum de estúdio dos Zero 7. O álbum tem colaborações vocais de Eska Mtungwazi, Martha Tilston e Rowdy Superstar.
O álbum foi lançado a 28 de Setembro de 2009 no Reino Unido, 29 de Setembro nos Estados Unidos e a 2 de Outubro na Austrália.

## Lista de faixas
1. "Count Me Out"
2. "Mr McGee"
3. "Swing"
4. "Everything Up (Zizou)"
5. "Pop Art Blue"
6. "Medicine Man"
7. "Ghost sYMbOL"
8. "Sleeper"
9. "Solastalgia"
10. "The Road"
11. "All of Us"